# Daň z neočekávaných zisků
Daň z neočekávaných zisků (také daň z neočekávaných příjmů, daň z náhodných zisků či daň z mimořádných zisků, anglicky windfall tax) je přímá daň či vyšší daňová sazba, která zdaňuje náhlý neočekávaný zisk daňového poplatníka nebo celého odvětví obvykle v důsledku geopolitických změn, válek nebo přírodních katastrof. Jedním z prvních případů byla daň uložená ropným společnostem v Spojených státech amerických v roce 1980 (Crude Oil Windfall Profit Tax), které zaznamenaly neočekávané zisky z důvodu ropného šoku.

## Česká republika
V České republice má charakter této daně odvod z elektřiny ze slunečního záření zavedený v roce 2010. V roce 2022 vláda Petra Fialy zavedla podobnou daň v souvislosti se zisky z cen surovin a energií. Funguje jako 60% daňová přirážka aplikovaná na nadměrný zisk firem z oblasti výroby a obchodu s energiemi, bankovnictví, petrolejářství a těžby fosilních paliv. Nadměrný zisk je stanovený jako rozdíl mezi základem daně v daném roce a průměrem základů daně za poslední 4 roky (tj. 2018-2021) navýšeným o 20 %.
Poplatník nebo skupina podniků i jejich činnosti a příjmy rozhodné pro daň z neočekávaných zisků jsou v ČR definovány zákonem o daních z příjmů.
Zavedení daně je zvažováno i na úrovni Evropské unie.